# Трайко Дойчинович
Хаджи Трайко Дойчинович, известен като Рекали, е български общественик, чорбаджия и дарител от Македония.

## Биография
Хаджи Трайко е роден в областта Река, тогава в Османската империя, днес Северна Македония, откъдето носи прякора Рекали, тоест Реканец. Той е пръв съветник и хазнатарин (касиер) на Амзи паша, управител на големия Скопски санджак. Хаджи Трайко застава начело на течението на съгражданите си, които са за компромиси с гръцкото духовенство. Хаджи Трайко Рекали използва влиянието си пред Амзи паша, като го убедил да подкрепи българското искане за отстраняването на митрополит Ананий Скопски и в резултат владиката е уволнен лично от патриарх Агатангел I Константинополски. Около 1829 г. заедно с други първенци от Скопие отправя искане до Цариградската патриаршия за български владика. В 1835 година Трайко Дойчинович подпомага материално построяването на черквата „Света Богородица“, като подарява парцела за строежа и развитието на килийното образование в града. Митрополит Генадий Скопски успява да спечели благоразположението на хаджи Трайко и така запазва катедрата си.
През 1843 година Амзи паша е изпратен на заточение в Цариград, заедно със съветника си хаджи Трайко.
През 1898 година Васил Кънчов, пише за него:
| „ | Хаджи Трайко е бил български първенец и най-силен скопски чорбаджия и дълги години ходатай на християнското население пред политическата и църковната власт. Той е бил родом от Дебър, от околията Река. Спечелил е в Скопие голямо богатство и е бил пръв съветник на Амзи паша до самото му вдигане от Скопие. | “ |

Според Симеон Радев
| „ | Той макар да бе съгласен със своите съотечественици в искането щото епархийският трон да бъде зает от българин, не смяташе, че трябва да скъса явно с фенерската църква. Тази въздържаност, смятана за слабост от нетърпеливите, беше до известно време една сериозна пречка за развоя на българското движение. | “ |